# Nuphar pumila
El nenúfar amarillo enano o nenúfar enano (Nuphar pumila) es una especie de planta acuática de la familia de las ninfáceas.

## Taxonomía
La especie fue descrita inicialmente como Nymphaea lutea var. pumila por Joachim Christian Timm y publicada en Magazin für di Naturkunde und Oekonomie Mecklenburgs 2: 250, en 1795, actualmente es tanto un sinónimo como el basónimo de esta; y ulteriormente sería elevada a especie y transferida al género Nuphar por Augustin Pyrame de Candolle en Regni Vegetabilis Systema Naturale 2: 61, en 1821.

#### Etimología
Véase: Nuphar
pumila: epíteto latino que significa "enana".

#### Variedades
Comprende 3 subespecies aceptadas:
- Nuphar pumila subsp. oguraensis (Miki) Padgett, 1999
- Nuphar pumila subsp. pumila
- Nuphar pumila subsp. sinensis (Hand.-Mazz.) Padgett, 1999

#### Híbridos
Comprende 2 híbridos aceptados:
- Nuphar × saijoensis (Shimoda) Padgett y Shimoda, 2002
- Nuphar × spenneriana Gaudin, 1828

## Nombres comunes
- Español: nenúfar amarillo enano, nenúfar amarillo pequeño, nenúfar enano, nenúfar pequeño.